# Michelle Léglise
Michelle Marie Léglise, também conhecida como Michelle Léglise ou Michelle Vian, é uma tradutora e poetisa francesa nascida em 12 de junho de 1920 em Bordeaux e falecida em Paris em 13 de dezembro de 2017.  Ela se casou com Boris Vian em 1941, com quem teve dois filhos, Patrick (nascido em 1942) e Carole (nascida em 1948). 
Ela participou ativamente da escrita dos romances de seu marido e inspirou notavelmente a personagem de Chloé em L'Écume des jours,  livro traduzido para o português com o título A Espuma dos Dias.
Depois que o casal se separou em 1953, ela teve um forte relacionamento amoroso com Jean-Paul Sartre até a morte dele em 1980. 